# Axonopus grandifolius
Axonopus grandifolius är en gräsart som beskrevs av Stephen Andrew Renvoize. Axonopus grandifolius ingår i släktet Axonopus och familjen gräs. Inga underarter finns listade i Catalogue of Life.